# Алексеевский сельсовет (Касторенский район)
Алексе́евский сельсовет — муниципальное образование со статусом сельского поселения в Касторенском районе Курской области Российской Федерации.
Административный центр — посёлок Александровский.

## История
Статус и границы сельсовета установлены Законом Курской области от 21 октября 2004 года № 48-ЗКО «О муниципальных образованиях Курской области».

## Население
| 2002 | 2010 | 2012 | 2013 | 2014 | 2015 | 2016 |
| ---- | ---- | ---- | ---- | ---- | ---- | ---- |
| 1176 | ↘821 | ↘767 | ↘739 | ↘728 | ↘716 | ↘711 |
| 2017 | 2018 | 2019 | 2020 | 2021 |      |      |
| ↘675 | ↘659 | ↘641 | ↘622 | ↗681 |      |      |

## Состав сельского поселения
| № | Населённый пункт | Тип населённого пункта          | Население |
| - | ---------------- | ------------------------------- | --------- |
| 1 | Александровский  | посёлок, административный центр | ↘269      |
| 2 | Алексеевка       | село                            | ↘156      |
| 3 | Евграфовка       | село                            | ↘31       |
| 4 | Никольский       | хутор                           | ↘154      |
| 5 | Никольское       | село                            | ↘30       |
| 6 | Раздолье         | село                            | ↘181      |

## Промышленность
- ОАО "Александровский конный завод 12"